# Platinum (무브의 음반)
《platinum》（플래티넘)은 move의 6번째 싱글이다.

## 개요
- BPM이 90인 관계로 move의 곡 중에는 가장 늦은 템포로 구성된 곡이다.
- 본 작부터 맥시 싱글(CD의 지름이 12cm인 싱글 앨범)으로 이행함.
- 당초에는 커플링 곡이던 flash you back이 1번 곡으로 들어갈 예정이었으나 뮤직 비디오제작 직전에 급하게 변경되었다.
- 일본 오리콘 주간차트에 최고 40위까지 올라봤다.

## 수록곡
1. platinum 
  - 작사：motsu, 작곡：t-kimura
  - TV 도쿄계「스키야키!!런던 부츠 대작전」오프닝 주제가（1999년 6월～7월）
2. flash you back 
  - 작사：motsu, 작곡：t-kimura
3. platinum(D.S.P.blaster EDIT)
4. platinum(TV MIX)